# Johnsons Air

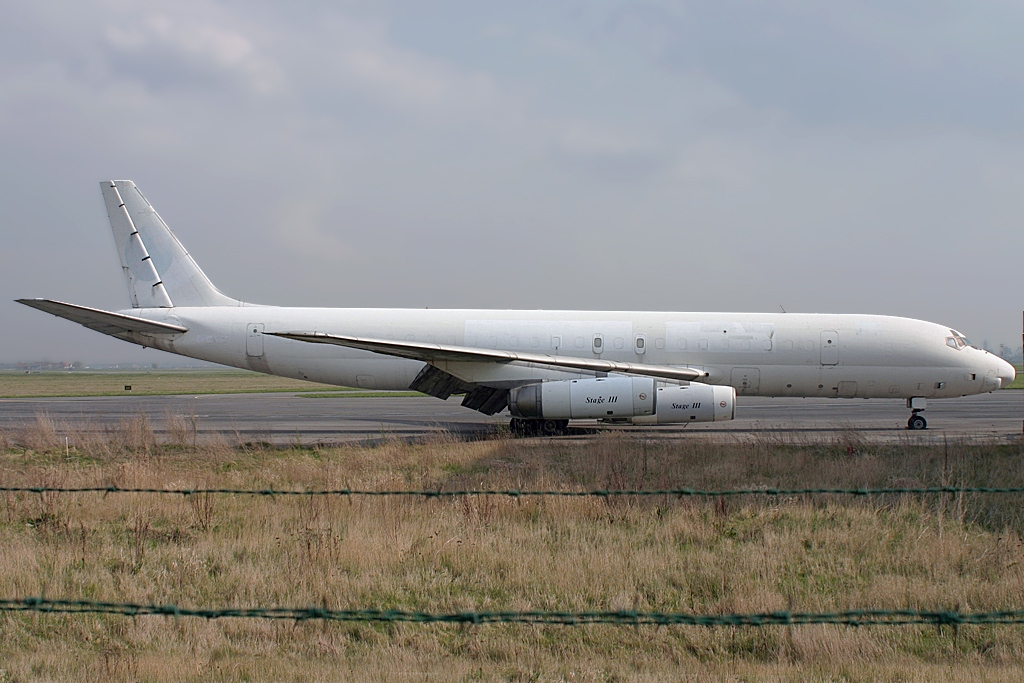
Um Douglas DC-8 no Aeroporto Internacional Ostend-Bruges, Bélgica. (2009)

Johnsons Air foi uma companhia aérea registrada em Gana, com base no Aeroporto Internacional Kotoka em Acra, capital de Gana. Fundada em 1996 por Farzin Azima, operava serviços de carga ad hoc. A companhia aérea foi uma das oito companhias aéreas na lista negra na Bélgica em 2005 devido a preocupações de segurança operacional. Em outubro de 2006, a proibição foi estendida para incluir todas as comunidades da União Europeia. A Johnsons Air, entretanto, cessou operações.